# Our Song (canção de Anne-Marie e Niall Horan)
"Our Song" é uma canção da cantora e compositora inglesa Anne-Marie e do cantor e compositor irlandês Niall Horan. Foi lançada em 21 de maio de 2021 como o terceiro single do segundo álbum de estúdio de Marie, Therapy (2021). Produzida pela equipe de produtores inglesa TMS, "Our Song" foi escrita pelos dois cantores junto com Philip Plested e os três membros do TMS. A letra da música mostram os vocalistas relembrando um relacionamento anterior.
Em outubro de 2020, Anne-Marie postou no Instagram que ela estava em um estúdio de gravação com Horan; o par acabou escrevendo três músicas juntos. A canção foi anunciada em 13 de maio de 2021, com os cantores postando um clipe de 10 segundos no Twitter.

## Vídeo musical
O videoclipe da música foi dirigido por Michael Holyk e apresenta os dois cantores como Bonnie e Clyde - amantes do tipo enquanto escapam da polícia em um Jaguar XK120.

## Apresentações ao vivo
A dupla cantou a canção no Big Weekend da BBC Radio 1, no The Jonathan Ross Show, e no The Tonight Show Starring Jimmy Fallon.

## Desempenho comercial
Na parada de singles do Reino Unido, "Our Song" alcançou até agora a posição 13, dando a Anne-Marie seu nono e Horan seu terceiro hit no top 20. Na parada de singles irlandesa, a canção estreou no número 10, dando a Anne-Marie seu quarto e Horan seu sexto top-10. 

## Faixas e formatos
Download digital
1. "Our Song" – 2:43

Luca Schreiner remix
1. "Our Song" (Luca Schreiner Remix) – 2:44

Moka Nola remix
1. "Our Song" (Moka Nola Remix) – 3:32

Versão acústica
1. "Our Song" (Acoustic) – 2:55

Just Kiddin remix
1. "Our Song" (Just Kiddin Remix) – 2:36

## Histórico de lançamento
| Região         | Data                | Formato(s)                 | Versão               | Gravadora(s) | Ref.          |
| -------------- | ------------------- | -------------------------- | -------------------- | ------------ | ------------- |
| Várias         | 21 de maio de 2021  | Download digital streaming | Original             | Warner       | [ 13 ] [ 18 ] |
| Estados Unidos | 24 de maio de 2021  | Rádios hot AC              | Original             | Warner       | [ 19 ]        |
| Várias         | 4 de junho de 2021  | Download digital streaming | Luca Schreiner remix | Warner       | [ 14 ] [ 20 ] |
| Várias         | 18 de junho de 2021 | Download digital streaming | Moka Nola remix      | Warner       | [ 15 ] [ 21 ] |
| Várias         | 18 de junho de 2021 | Download digital streaming | Acústica             | Warner       | [ 16 ] [ 22 ] |
| Estados Unidos | 22 de junho de 2021 | Rádios mainstream          | Original             | Warner       | [ 23 ]        |
| Várias         | 25 de junho de 2021 | Download digital streaming | Just Kiddin remix    | Warner       | [ 17 ] [ 24 ] |